# Rajcsányi László
Rajcsányi László (Budapest, 1907. február 16. – Budapest, 1992. szeptember 5.) háromszoros olimpiai bajnok kardvívó, sportvezető.

## Életpályája
1927-től a Wesselényi Vívó Club, 1935-től a Magyar AC, 1945-től a Barátság SE, 1947-től a Vasas, majd 1951-től a Budapesti Petőfi SE sportegyesületek vívója volt.
Kardvívásban és tőrvívásban egyaránt versenyzett, de jelentős eredményeket kardvívásban ért el. 1934-től 1953-ig szerepelt a magyar válogatottban. Három olimpián vett részt – 1936-ban Berlinben, 1948-ban Londonban és 1952-ben Helsinkiben –, és mindháromszor tagja volt az olimpiai bajnokságot nyert magyar kardcsapatnak. Rajta kívül mindháromszor csapattag volt még Berczelly Tibor, Gerevich Aladár és Kovács Pál.
Még sportpályafutása elején, 1930-ban a Budapesti Műszaki Egyetemen gépészmérnöki oklevelet szerzett. 1939-től 1943-ig a Képes Sport szerkesztője volt. 1956-ban egy évre a Magyar Vívószövetség elnöke lett. 1990-ben a második világháborút követően politikai okokból megszüntetett, de 1988-ban újjáalakult MAC elnökévé választották.

## Családja
Felesége Raffay Blanka színésznő volt, két fiuk született: Péter és Pál.

## Sporteredményei
- háromszoros olimpiai bajnok (csapat: 1936, 1948, 1952)
- olimpiai 4. helyezett (egyéni: 1936)
- háromszoros világbajnok (csapat: 1937, 1951, 1953)
- világbajnoki 3. helyezett (egyéni: 1937)
- háromszoros Európa-bajnok (csapat: 1933, 1934, 1935)
- kétszeres Európa-bajnoki 3. helyezett (egyéni: 1934, 1935)
- kétszeres főiskolai világbajnok (egyéni: 1928 ; csapat: 1928)
- főiskolai világbajnoki 2. helyezett (csapat: 1927)
- tízszeres magyar bajnok (egyéni: 1934, 1953 ; csapat: 1934, 1935, 1936, 1938, 1940, 1947, 1950, 1952)

## Díjai, elismerései
- A Magyar Népköztársaság kiváló sportolója (1951)[1]
- A Magyar Népköztársaság Érdemes Sportolója (1954)[2]